# Jumping the Broom - Amore e altri guai
Jumping the Broom - Amore e altri guai (Jumping the Broom) è un film del 2011 diretto da Salim Akil.
Film commedia statunitense prodotto da Tracey E. Edmonds, Elizabeth Hunter, T.D. Jakes, Glendon Palmer, e Curtis Wallace.

## Trama
Sabrina Watson è l'unica figlia della benestante famiglia Watson; sua madre Claudine e suo padre Greg Watson vivono a Martha's Vineyard. Il film inizia con Sabrina che scopre Bobby al telefono con una amante mentre ha una relazione. Chiede a Dio di aiutarla a uscire da questa situazione e promette (ancora una volta) di non avere più un'avventura di una notte con nessuno e di avere sesso solo con il suo futuro marito. Un giorno, per errore, investe Jason Taylor mentre guida. Scende per offrire aiuto e reagisce in modo eccessivo. Jason la perdona e vanno a cena insieme. Cinque mesi di appuntamenti dopo, Sabrina racconta a Jason della sua offerta di lavoro in Cina e gli chiede di stare con lei in una relazione a distanza, ma Jason rifiuta. Cammina via triste e presto sente un gruppo musicale cantare, e Jason torna indietro e le chiede di sposarlo, cosa che lei accetta.
La madre di Sabrina, che sta organizzando il matrimonio, ha dei dubbi ma si fida del giudizio della figlia. Dopo che la coppia parla con il Reverend James, decidono di rimanere mentre un autista va a prendere la famiglia e gli amici di Jason. Il gruppo di Jason è formato dalla sua insicura madre Pam, dal suo affascinante zio Willie Earl, dalla migliore amica di Pam Shonda e dal cugino di Jason Malcolm. Appare anche la zia di Sabrina, Geneva. Il loro primo incontro è imbarazzante poiché tutti sembrano non piacersi e fanno piccoli commenti scortesi. Pam si irrita per gli atti di gentilezza di Sabrina e conta già tre colpi contro di lei. Sabrina parla con le sue amiche durante il cocktail party, una delle quali è la sua damigella d'onore Blythe. Mentre Blythe va a prendere più vino, incontra lo chef McKenna, e entrambi sentono immediatamente una connessione. Anche Shonda incontra il cugino di Sabrina, Sebastian, che è subito attratto da lei. Shonda è attratta da lui, ma si sente a disagio perché pensa che sia troppo giovane per lei. Durante la cena della sera, Pam fa una benedizione sgarbata e litiga con Claudine, ma questo viene fermato da Greg. Claudine dice anche in lingua francese che pensa che Greg stia avendo una relazione con la sua collaboratrice Amanda. Mentre sono fuori, Pam ascolta la discussione tra Geneva e Claudine e scopre che Geneva è in realtà la madre di Sabrina e che l'ha data a Claudine e Greg dopo la sua nascita.
Durante l'addio al celibato, Sabrina e Jason litigano riguardo al fatto che sua madre voglia che loro saltino la scopa. Malcolm si lamenta con Jason e gli chiede perché non è il testimone di nozze. Jason gli dice che non sono stati migliori amici per anni e che Malcolm è stato solo lì per chiedere soldi. Quando Jason se ne va e cerca di scusarsi con Sabrina, lo chef McKenna è occupato a baciarsi con Blythe e non si accorge del cibo che inizia a bruciare, attivando l'allarme. Sabrina gli chiude la porta in faccia, ma si riappacificano tramite messaggi; tuttavia, hanno dei dubbi sul loro matrimonio.
La mattina, tutto inizia normalmente. I ragazzi giocano a calcio amichevolmente, anche se Pam cerca di parlare con Jason riguardo al segreto di Claudine e Geneva. Blythe parla anche con McKenna della loro relazione. McKenna le dice che pensa che sia bellissima e che una relazione è ancora un'opzione. Greg rivela a Claudine che non sta avendo una relazione, ma che ha fatto degli investimenti sbagliati e ha perso gran parte dei suoi soldi. Mentre Pam si fa provare il vestito, cerca di affrontare Sabrina riguardo al segreto, ma viene interrotta quando Jason si fa male spinto da Malcolm. Pam dice a Sabrina di chiedere ai suoi genitori chi siano i suoi veri genitori. Claudine e Geneva dicono la verità, il che ferisce Sabrina e la porta a scappare via e annullare il matrimonio. Jason affronta sua madre e le dice che è un uomo adulto e che deve smettere di trattarlo come un bambino. Jason dice a tutti di cercare Sabrina e colpisce anche Malcolm per aver detto "Ora nessuno può essere il testimone di nozze". Jason prega Dio di aiutarlo.
Geneva viene chiamata da Sabrina che è ai moli su una barca. Geneva le racconta la storia del padre di Sabrina. Era un uomo a Parigi che lei amava e con cui aveva pianificato di viaggiare per il mondo, ma presto scoprì che aveva una moglie e un figlio, e tornò a casa da sola e incinta. Jason incontra di nuovo Sabrina e i due si riconciliano. Sabrina torna a casa per vestirsi. Prende una scopa e una nota da Pam che dice che sta tornando a casa e si scusa. Sabrina insegue Pam e le chiede di restare. Si perdonano a vicenda e Pam accetta di restare. Jason e Sabrina celebrano il matrimonio e saltano anche la scopa. Dopo il matrimonio, Sebastian bacia Shonda, conquistando finalmente il suo affetto, e presumibilmente inizia una relazione. Greg e Claudine si riconciliano e lei rivela di avere fondi segreti, e che sono ancora ricchi. Malcolm e Amy, la wedding planner, iniziano a condividere un momento insieme in cui lei gli chiede se vuole ballare con lei e lui accetta. Alla fine, tutta la famiglia balla felicemente il Cupid Shuffle.